# Prva crnogorska fudbalska liga 2014-2015
La Prva crnogorska fudbalska liga 2014-2015 (prima lega calcistica montenegrina 2014-2015), conosciuta anche come T-Com 1.CFL 2014-2015 per ragioni di sponsorizzazione, è stata la 11ª edizione di questa competizione, la 9ª come prima divisione del Montenegro indipendente. La vittoria finale è stata appannaggio del Rudar Pljevlja, al suo 2º titolo.
Capocannoniere del torneo fu Goran Vujović (Sutjeska), con 21 reti.

## Avvenimenti
Al posto del retrocesso Dečić subentra il Bokelj; sale in massima serie anche il Berane grazie allo spareggio promozione vinto contro il Mornar.
Il 31 luglio 2014 il Čelik Nikšić (che il 3 e 10 luglio aveva disputato il primo turno dell'Europa League) si ritira dal campionato (ripartendo dalla terza divisione); al suo posto viene ripescato il Mornar.

## Formula
In stagione le squadre partecipanti furono 12 : 10 che mantennero la categoria dalla stagione precedente e 2 promosse dalla seconda divisione.
Le 12 squadre disputarono un girone andata-ritorno; al termine delle 22 giornate ne disputarono ancora 11 secondo uno schema prefissato (totale 33 giornate), al termine di queste l'ultima fu retrocessa, mentre la penultima e la terzultima disputarono i play-out contro la seconda e terza classificata della Druga crnogorska fudbalska liga 2014-2015.
Le squadre qualificate alle coppe europee furono quattro: La squadra campione si qualificò alla UEFA Champions League 2015-2016, la seconda e la terza alla UEFA Europa League 2015-2016. La squadra vincitrice della coppa del Montenegro fu anch'essa qualificata alla UEFA Europa League.

## Squadre
| Club              | Città        | Stadio                  | Posizione 2013-2014     |
| ----------------- | ------------ | ----------------------- | ----------------------- |
| Berane            | Berane       | Gradski stadion         | 2º posto in Druga Liga  |
| Bokelj            | Cattaro      | Stadion pod Vrmcem      | 1º posto in Druga Liga  |
| Budućnost         | Podgorica    | Stadio pod Goricom      | 4º posto                |
| Grbalj            | Radanovići   | Stadion u Radanovićima  | 7º posto                |
| Lovćen            | Cettigne     | Stadion Obilića Poljana | 2º posto                |
| Mladost Podgorica | Podgorica    | Stadion Cvijetni Brijeg | 9º posto                |
| Mogren            | Budua        | Stadion Lugovi          | 10º posto               |
| Mornar            | Antivari     | Stadion Topolica        | 11º posto               |
| Petrovac          | Castellastua | Stadion pod Malim brdom | 5º posto                |
| Rudar Pljevlja    | Pljevlja     | Gradski stadion         | 6º posto                |
| Sutjeska          | Nikšić       | Stadion kraj Bistrice   | Campione del Montenegro |
| Zeta              | Golubovci    | Stadion Trešnjica       | 8º posto                |

## Classifica
|       | Pos. | Squadra           | Pt | G  | V  | N | P  | GF | GS | DR  |
| ----- | ---- | ----------------- | -- | -- | -- | - | -- | -- | -- | --- |
|       | 1.   | Rudar Pljevlja    | 72 | 33 | 22 | 6 | 5  | 60 | 18 | +42 |
|       | 2.   | Sutjeska          | 69 | 33 | 20 | 9 | 4  | 48 | 23 | +35 |
|       | 3.   | Budućnost         | 63 | 33 | 18 | 9 | 6  | 45 | 21 | +24 |
| [ 4 ] | 4.   | Mladost Podgorica | 57 | 33 | 16 | 9 | 8  | 53 | 37 | +16 |
|       | 5.   | Grbalj            | 52 | 33 | 15 | 7 | 11 | 52 | 44 | +8  |
|       | 6.   | Lovćen            | 50 | 33 | 15 | 5 | 13 | 42 | 31 | +11 |
|       | 7.   | Petrovac          | 43 | 33 | 12 | 7 | 14 | 28 | 35 | −7  |
|       | 8.   | Bokelj            | 41 | 33 | 11 | 8 | 14 | 38 | 44 | −6  |
|       | 9.   | Zeta              | 40 | 33 | 13 | 7 | 15 | 48 | 44 | +4  |
|       | 10.  | Mornar            | 32 | 33 | 9  | 5 | 19 | 32 | 61 | −29 |
|       | 11.  | Mogren            | 21 | 33 | 5  | 6 | 22 | 27 | 69 | −42 |
|       | 12.  | Berane            | 13 | 33 | 3  | 4 | 26 | 25 | 78 | −53 |

Legenda:
      Campione di Montenegro e ammessa alla UEFA Champions League 2015-2016.
      Ammesse alla UEFA Europa League 2015-2016.
  Partecipa ai play-out.
      Retrocesse in Druga crnogorska fudbalska liga 2015-2016.
Regolamento:
Tre punti a vittoria, uno a pareggio, zero a sconfitta.

## Risultati
|           | Ber     | Bok     | Bud     | Grb     | Lov     | Mla     | Mog     | Mor     | Pet     | Rud     | Sut     | Zet     |
| --------- | ------- | ------- | ------- | ------- | ------- | ------- | ------- | ------- | ------- | ------- | ------- | ------- |
| Berane    |         | 0-2 0-1 | 1-2     | 2-3     | 0-5     | 1-3     | 0-2 2-1 | 2-3 2-2 | 0-1 3-1 | 0-4     | 0-2     | 1-1 2-1 |
| Bokelj    | 1-1     |         | 0-1 1-0 | 1-0     | 0-1 1-1 | 0-2     | 5-0     | 0-1     | 2-1 0-0 | 1-5 1-0 | 1-1     | 1-1 1-2 |
| Budućnost | 1-0 4-0 | 2-2     |         | 2-3 1-1 | 2-0     | 0-0     | 3-0     | 2-0 3-1 | 0-1     | 1-0 0-0 | 1-2 1-1 | 1-0 3-0 |
| Grbalj    | 1-0 2-1 | 1-1 4-1 | 0-2     |         | 1-1     | 5-4 3-1 | 4-2 2-1 | 1-1     | 1-1 3-1 | 0-3     | 2-0 0-6 | 1-0     |
| Lovćen    | 2-0     | 1-0     | 3-2 0-0 | 1-0     |         | 0-1     | 1-0     | 3-1 2-0 | 0-1     | 0-2 0-0 | 1-2     | 1-1     |
| Mladost   | 2-1 4-1 | 4-2 3-0 | 0-0 1-2 | 2-0     | 1-0     |         | 3-0 0-3 | 3-0     | 2-0 0-0 | 0-0     | 1-3     | 3-1     |
| Mogren    | 2-2     | 0-2 0-3 | 0-2 1-1 | 0-0     | 1-2 0-2 | 1-3     |         | 1-1     | 1-3 1-1 | 0-3 1-0 | 0-0     | 2-1     |
| Mornar    | 5-1     | 1-0 1-2 | 0-1     | 2-0 0-7 | 1-5     | 1-2 1-0 | 1-3 3-2 |         | 0-1     | 2-1     | 0-1     | 0-0     |
| Petrovac  | 1-0     | 0-3     | 0-1 0-0 | 0-3     | 1-0 2-0 | 4-2     | 2-0     | 0-1 1-0 |         | 0-1 1-3 | 0-0     | 1-0 1-2 |
| Rudar     | 3-0 4-1 | 2-0     | 1-0     | 0-0 2-0 | 1-0     | 0-0 3-1 | 2-1     | 3-0 4-3 | 1-0     |         | 0-0 0-1 | 2-1 3-1 |
| Sutjeska  | 4-0 3-1 | 2-0 1-1 | 0-3     | 0-2     | 3-0     | 0-0 1-1 | 4-0     | 3-0     | 1-1 1-0 | 1-3     |         | 1-0     |
| Zeta      | 3-0     | 3-1     | 1-2     | 2-1     | 2-3     | 1-1 2-2 | 3-0 5-0 | 0-0 4-0 | 2-0     | 1-2     | 2-3 1-3 |         |

## Spareggi
Mogren e Mornar (penultimo e terzultimo in prima divisione) sfidano Dečić e Igalo (secondo e terzo in seconda divisione) per due posti in Prva crnogorska fudbalska liga 2015-2016.
| Squadra 1                          | Totale          | Squadra 2 | Andata     | Ritorno    |
| ---------------------------------- | --------------- | --------- | ---------- | ---------- |
|                                    |                 |           | 03.06.2015 | 07.06.2015 |
| Mornar                             | 2 – 2 (9-8 dtr) | Igalo     | 2 – 0      | 0 – 2      |
| Mogren                             | 1 – 7           | Dečić     | 0 – 5      | 1 – 2      |
| Dečić promosso, Mogren retrocesso. |                 |           |            |            |

## Marcatori
| Gol                                               |  |  | Giocatore            | Squadra           |
| ------------------------------------------------- |  |  | -------------------- | ----------------- |
| 21                                                |  |  | Goran Vujović        | Sutjeska          |
| 13                                                |  |  | Igor Ivanović        | Rudar Pljevlja    |
| 12                                                |  |  | Stevan Kovačević     | Sutjeska          |
| 12                                                |  |  | Bogdan Milić         | Mladost Podgorica |
| 12                                                |  |  | Ivan Jablan          | Grbalj            |
| 11                                                |  |  | Admir Adrović        | Budućnost         |
| 10                                                |  |  | Draško Božović       | Sutjeska          |
| 9                                                 |  |  | Petar Orlandić       | Zeta              |
| 9                                                 |  |  | Miljan Vlaisavljević | Zeta              |
| 9                                                 |  |  | Luka Rotković        | Mornar            |
| Fonte: Montenegro » 1. CFL 2014/2015 » Top Scorer |  |  |                      |                   |